# Cratere Ulricehamn
Ulricehamn  è un cratere sulla superficie di Marte.